# امانوئل نزکوسی
امانوئل نزکوسی (انگلیسی: Emmanuel Nzekwesi؛ زادهٔ ۵ سپتامبر ۱۹۹۷) بازیکن بسکتبال اهل هلند است. وی از بازیکنان پاور فوروارد اهل تگزاس است.